# Alfred Götze (Philologe)
Alfred August Woldemar Götze (* 17. Mai 1876 in  Leipzig; † 27. November 1946 in Gießen) war ein deutscher Philologe und Germanist. 

## Leben und Werk
Alfred Götze studierte an der Universität Leipzig Germanistik und promovierte 1899 über die Geschichte der Adjectiva auf -isch. Anschließend lehrte er an der Albert-Ludwigs-Universität Freiburg, ab 1925 an der Universität Gießen. In den ersten Jahren des Nationalsozialismus wandte er sich gegen einen übertriebenen Sprachpurismus, indem er den oft als überzogen kritisierten Fremdwortgebrauch des nationalsozialistischen Regimes verteidigte: der Fremdwortgebrauch „unserer vaterländischen Bewegung“ solle von der Sprachreinigung ausgenommen werden, da er „wohlerwogener staatsmännischer Absicht“ entspringe. Zusammen mit seinem Gießener Kollegen, dem Soziologen Hans Lorenz Stoltenberg, propagierte er den Fremdsprachenpurismus allerdings auf fachterminologischer Ebene und forderte zu dessen Durchsetzung den Einsatz von „Sprachberatern an jeder Hochschule“. Im Jahre 1933 trat Alfred Götze dem Nationalsozialistischen Lehrerbund bei, am 23. Oktober 1937 beantragte er die Aufnahme in die NSDAP und wurde rückwirkend zum 1. Mai desselben Jahres aufgenommen (Mitgliedsnummer 5.898.861). Zudem war Götze Förderndes Mitglied der SS. Ein Jahr nachdem die Nürnberger Gesetze erlassen wurden, unternahm Götze in der Zeitschrift Muttersprache des bereits gleichgeschalteten Deutschen Sprachvereins den letzten Schritt zur Gleichschaltung des Fremdwortpurismus mit dem Nationalsozialismus, den Übergang zur rassistisch begründeten Fremdwortkritik.
Nach dem Bericht Adolf Bachs traf Götze ein Schlaganfall, als seine Institutsbibliothek 1946 nach der Schließung der Universität Gießen abtransportiert wurde.
Götzes Forschungen konzentrierten sich auf die deutsche Wortkunde, die Literatur der Reformationszeit und volkskundliche Fragestellungen wie z. B. Flurnamen und Sondersprachen. So gab er im Auftrag der Hessischen Vereinigung für Volkskunde das Hessische Flurnamenbuch (29 Hefte) heraus. Götzes 1912 veröffentlichtes Frühneuhochdeutsches Glossar erschien bis 1971 in insgesamt 7 Auflagen und wurde zu einem Standardwerk für Germanistikstudenten. Gleiches gilt für sein von 1920 bis 1976 in 6 Auflagen erschienenes Frühneuhochdeutsches Lesebuch. Ab 1930 bearbeitete Götze die Neuauflagen von Friedrich Kluges Standardwerk Etymologisches Wörterbuch der deutschen Sprache. Von der 11. Auflage 1934 bis zur 16. Auflage 1953 wird er als Mitautor genannt. 
Ab 1939 gab Götze im Auftrag der Arbeitsgemeinschaft für deutsche Wortforschung Trübners Deutsches Wörterbuch heraus, das größte Wörterbuchprojekt zur Zeit des Nationalsozialismus. Das 1943 nach dem Erscheinen von vier Bänden zunächst eingestellte Projekt wurde 1954 bis 1957 mit weiteren vier Bänden von Walther Mitzka weitergeführt. Götze wirkte auch am Grimmschen Deutschen Wörterbuch mit. Er bearbeitete den 1955 erschienenen 1. Teil („Weh – Wendunmut“) der I. Abteilung des Bands 14.

## Weitere Schriften (Auswahl)
- Zur Geschichte der Adjectiva auf -isch, E. Karras, Halle/Saale 1899 (Dissertation)
- Die hochdeutschen Drucker der Reformationszeit, Straßburg 1905 (Nachdruck: De Gruyter, Berlin 1963)
- Deutsche Studentensprache, Sprachverein, Berlin 1928 (16 Seiten)
- Das Elsass und die poetische Literatur des Weltkriegs (mit Georg Wolfram und Franz Schultz), Trübner, Straßburg 1917
- Wege des Geistes in der Sprache. Gedanken und Beobachtungen zum deutschen Wortschatz. (= Volksbücher zur Deutschkunde; Bd. 1). Haase, Prag u. a. 1918
- Anfänge einer mathematischen Fachsprache in Keplers Deutsch, Berlin 1919; Neudruck Kraus, Nendeln (Liechtenstein) 1967 (= Germanistische Studien. Heft 1).
- Ein fremder Gast. Frau von Staël in Deutschland 1803/04. Nach Briefen und Dokumenten hrsg. v. Alfred Götze. Frommann, Jena 1928